# Charles Freeman
Charles W. ("Chas") Freeman, Jr. (født 1943) var chefoversætter under Nixons besøg i Kina i 1972 og de De Forenede Staters ambassadør i Saudiarabien fra 1989 til 1992. Han er i dag præsident for Middle East Policy Council. Tidligt i 2009 blev oplysninger lækket om, at Freeman var Director of National Intelligence Dennis C. Blair's valg som formand for National Intelligence Council (NIC) i Barack Obama's administration. Efter flere ugers kritik trak han sit navn tilbage fra nomineringen.

## Baggrund og karriere
Freeman blev født på Rhode Island og voksede op på Bahamas, hvor hans fader var forretningsmand, og vendte tilbage til USA da han var tretten. Efter studier på Yale University, studerede han på National Autonomous University of Mexico og begyndte på Harvard Law School.
Han gik ind i udenrigstjenesten i 1965, og arbejdede først i Indien og Taiwan før han kom til  det amerikanske udenrigsministeriums Kina-afdeling. Her var han chef-oversætter under præsident Nixons besøg i Kina i 1972. Han blev senere vice-direktør for udenrigsministeriets afdeling for Taiwan anliggender.
Efter forskellige stillinger i udenrigsministeriet fik han tjeneste som vicechef til missionerne i Beijing, Kina og senere Bangkok, Thailand, før han blev valgt som vice assisterende udenrigsminister for afrikanske forhold. Han blev ambassadør i Saudiarabien i november 1989, og var dermed i tjeneste dér under Operation Desert Storm, indtil 1992.
- Distinguished Fellow ved Institute for National Strategic Studies under National_Defense_University (1992-93).
- Assisterende forsvarsminister, International Security Affairs (1993-94).
- Distinguished Fellow, United States Institute of Peace (1994-95).
- Bestyrelsesformand for Projects International Inc., et Washington, D.C.-baseret firma som arrangerer internationale joint-ventures (1995).
- Bestyrelsesmedlem for China National Offshore Oil Corporation, som kun sammentrådte een gang om året; han var ikke involveret i emner som selskabets forretninger med Iran eller dets forsøg på at købe det amerikanske firma Unocal.[3] (2004-08).

Han er også medlem af bestyrelsen for flere diplomatiske institutter, såvel som flere selskaber og har flere ikke-profitorienterede, rådgivningsmæssige bestyrelsesposter.
I 1997 afløste Freeman George McGovern som præsident for Middle East Policy Council (formerly known as the American Arab Affairs Council) which "strives to ensure that a full range of U.S. interests and views are considered by policy makers."
I efteråret 2006 var Middle East Policy Council de første i Amerika til at udgive (en lettere revideret udgave af) professor ved Chicago's universitet John Mearsheimer og professor ved Harvard universitet Stephen Walt's arbejdspapir  "The Israel Lobby and U.S. Foreign Policy"  Ifølge en kommentar i Wall Street Journal, var Freeman enig i arbejdspapirets teser og sagde om Middle East Policy Councils stilling:  "Ingen andre i De Forenede Stater har vovet at optrykke denne artikel, på grund af den politiske straf som lobbyen tildeler de, som kritiserer den."
Freeman taler flydende kinesisk, fransk, spansk og arabisk på konversationsniveau.

## National Intelligence Council kontroversen
Den 26. februar 2009 meddelte Director of National Intelligence Dennis C. Blair at han foretrak Freeman som formand for National Intelligence Council, som samler efterretninger fra 16 forskellige tjenester og kompilerer dem til National Intelligence Estimates. Blair fremhævede hans "mangesidede baggrund indenfor forsvaret, diplomatiet og efterretningstjenesten."
Nyheden om Freemans nominering blev mødt med kritik fra en lang række pro-Israel kommentatorer , med Steve J. Rosen, en tidligere top-kampagnemedarbejder i AIPAC, affyrende "åbnings-salven" , ifølge professor John Mearsheimer. Zionist Organization of America opfordrede til at "den rapporterede udnævnelse" blev trukket tilbage. Medlem af Repræsentanternes Hus, Steve Israel, skrev til Inspector General of the Office of the Director of National Intelligence og opfordrede til en undersøgelse af Freeman's "forhold til den Saudiske regering" på grundlag af hans "fordomsfulde offentlige udtalelser" overfor staten Israel. Alle syv republikanske medlemmer af United States Senate Select Committee on Intelligence underskrev et brev som rejste "bekymring om Freeman's mangel på erfaring og usikkerhed med hensyn til hans objektivitet." 87 kinesiske dissidenter skrev et brev til præsident Obama hvori de bad ham om at genoverveje udnævnelsen. House Speaker Nancy Pelosi, som efter sigende var "oprørt" over Freeman's påståede synspunkter om Tiananmen massakren frarådede Præsidenten at udnævne ham.
 Freeman forklarede at hans bemærkninger var taget ud af sammenhængen, og repræsenterede "hans vurdering af hvorfor de kinesiske ledere handlede som de gjorde."
Freeman udsendte derpå en redegørelse om sine grunde til at trække sig, idet han sagde: "Jeg mener ikke at National Intelligence Council kan fungere effektivt medens dets formand konstant er under angreb fra folk uden skrupler med en passioneret forbindelse til en politisk fraktion i et andet land;" han identificerede dette land som Israel. Han satte spørgsmålstegn ved om den "vanvittige agitation" efter at det blev lækket, at han var på vej til at blive udnævnt, indebar om Obama-administrationen ville være i stand til at foretage uafhængige bedømmelser  "om mellemøsten og relaterede emner." Han fremhævede indblandingen fra Israel-supporterne med ordene: 
| Citat              | "Beskyldningerne mod mig og deres let verificerbare email-spor beviser en gang for alle at der findes en magtfuld lobby som er fast besluttet på at forhindre fremsættelsen af ethvert andet synspunkt, bortset fra dens eget. Den taktik som Israel-lobbyen anvender, synker til nye dybder af uhæderlighed og uværdighed og omfatter karaktermord, selektive fejlcitater, bevidst ødelæggelse af ry og rygte, fabrikation af fejl-historier og en komplet foragt for sandheden."..... "Formålet med denne lobby er at kontrollere politik-udfærdigelsen gennem brug af veto overfor udnævnelsen af folk, som har indsigelser hvad angår visdommen i dens synspunkter, afløsningen af analyse med politisk korrekthed, og udelukkelsen af alle og enhver andre muligheder for amerikaneres og deres regerings beslutninger, end hvad den foretrækker. | Citat |
| Charles W. Freeman | |       |

Efter sin tilbagetræden gav Freeman et interview til Robert Dreyfuss i The Nation, hvor han sagde, at han fortrød at han ikke havde kaldt de folk som angreb ham for  “højre-orienterede Likudniks i Israel og deres fanatiske tilhængere her,” hvad han kaldte “(Avigdor) Lieberman lobbyen.” Han sagde også, at hvis Præsident Obama var kommet på banen tidligere, så kunne angreb fra demokraterne have været afværget, men at han og National Intelligence Council  stadig “ville have været genstand for løgnagtige angreb”. Han sagde at formålet med disse angreb var, "som kineserne siger: at dræbe en kylling for at afskrække aberne", dvs. for at afskrække andre kritikere af Israel fra at tage imod pladser i regeringen, men at han havde fået beskeder fra en række jøder, som også var uenige med Israel's politikker. 
I et interview med Fareed Zakaria på CNN gentog han mange af de samme pointer, og forsvarede tidligere udtalelser om 11. september angrebene, med at USA's tidligere handlinger havde "katalyseret" -- måske ikke forårsaget, men katalyseret—en radikalisering af arabiske og muslimske politikker, som understøtter aktiviteter fra terrorister med global rækkevidde. Han fremførte at han var "dybt forurettiget" over beskyldninger om antisemitisme, og at han havde "stor respekt for Jødedommen og dens tilhængere."  Han sagde også at Saudiarabien "definitivt er blevet nedgjort af vores politikker", på trods af de bestræbelser som den nuværende saudiske konge har gjort for at reformere sit land og slutte fred med Israel. Han afsluttede med at udtrykke optimisme over Præsident Obama, og sagde at han havde en "strategisk hjerne" og hvad Amerika har brug for er "et strategisk genovervejning af de politikker som har bragt os i den kedelige tilstand i hvilken vi nu befinder os -- ikke kun i mellemøsten men mange andre steder også.”
I et interview gengivet i New York Times sagde Freeman, at  “Israel er i færd med at kaste sig ud fra en klippe, og det er uansvarligt ikke at stille spørgsmål ved Israels politikker og at beslutte hvad som er bedst for det amerikanske folk.” I den samme artikel bekræfter Mark Mazzetti og Helene Cooper Freeman's beskyldninger, og skriver: "Lobby-kampagnen mod Hr.  Freeman omfatter telefon-opkald til Det Hvide Hus fra prominente lovgivere såsom Senator Charles E. Schumer, New York demokraten. Den ser ud til at være begyndt for tre uger siden i et blog-indlæg fra Steve J. Rosen, en tidligere topmedarbejder i American Israel Public Affairs Committee, en pro-Israel lobby-gruppe." medens andre medlemmer af Kongressen nægtede at Israel-lobbyen spillede nogen nævneværdig rolle The Forward sagde: "Mange af de lovgivere som forlanger en undersøgelse af Freemans kvalifikationer er kendt som stærke støtter af Israel."

Den 11. marts trykte Washington Post to mod hinanden stridende ledere om emnet.En ikke-underskrevet leder beskyldte Freeman og andre med tilsvarende meninger for at være "konspirations-teorister som udpyer "knald-i-låget tirader." Den samme dag trykte avisen også en artikel af David Broder med titlen  "The Country's Loss", som bekendtgjorde at Obama administrationen netop havde lidt et ydmygende nederlag til de selvsamme lobbyister, som præsidenten havde lovet at holde på deres plads, og deres venner på Capitol Hill." 